# U-365
U-365 – niemiecki okręt podwodny (U-Boot) typu VII C z okresu II wojny światowej. Okręt wszedł do służby w 1943 roku. Kolejnymi dowódcami byli: Oblt. Heimar Wedemeyer, Kptlt. Diether Todenhagen.

## Historia
Wcielony do 5. Flotylli U-Bootów celem szkolenia załogi, od marca 1944 roku pływał w 9. Flotylli, a od czerwca 1944 roku w 13. Flotylli jako jednostka bojowa.
Okręt odbył osiem patroli bojowych, podczas których zatopił radziecki statek (7540 BRT), trzy okręty (dwa radzieckie trałowce i ścigacz okrętów podwodnych o łącznej wyporności 1355 t). 11 grudnia 1944 roku storpedował niszczyciel HMS „Cassandra” (1710 t); trafienie oderwało jednostce dziób, ale udało się ją odholować do Murmańska, a po wojnie wyremontować.
U-365 został zatopiony 13 grudnia 1944 roku na Morzu Norweskim na południe od  wyspy Jan Mayen przez samoloty Fairey Swordfish z lotniskowca eskortowego HMS „Campania”. Zginęła cała 50-osobowa załoga U-Boota. 